# مالوکورازوو
مالوکورازوو (به لاتین: Malokurazovo) یک منطقهٔ مسکونی در روسیه است که در باشقیرستان واقع شده‌است.